# Francisco Varo Pineda
Francisco Varo (Córdoba, 20 de julio de 1955) es un teólogo, sacerdote español, profesor en la Universidad de Navarra. 

## Biografía
Nacido el 20 de julio de 1955 en Córdoba, realizó estudios en las universidades de Sevilla y Málaga (Matemáticas). Es doctor en Teología Bíblica por la Universidad de Navarra y doctor en Filología Bíblica Trilingüe por la Universidad Pontificia de Salamanca. Fue ordenado sacerdote el 15 de agosto de 1980 e incardinado en la Prelatura del Opus Dei.
Es profesor en la Universidad de Navarra y director de la revista Scripta Theologica (desde 2022).

## Obras
- "Los Cantos del Siervo en la exégesis hispano-hebrea", Publicaciones del Monte de Piedad y Caja de Ahorros de Córdoba-Cajasur, Córdoba 1993, ISBN 84-7959-027-0[3][4][5]
- "Rabí Jesús de Nazaret", B.A.C. (Colección Estudios y Ensayos – número 78), Madrid 2005, ISBN 84-7914-786-5[6]
- "¿Sabes leer la Biblia? Una guía de lectura para descifrar el libro sagrado", Planeta, Barcelona 2006, ISBN 84-08-06559-9[7]
- "Las Claves de la Biblia", Palabra (Colección Pelícano - Ensayos), Madrid 2007, ISBN 84-9840-108-9
- "Números", Desclée de Brouwer (Comentarios a la Nueva Biblia de Jerusalén), Bilbao 2008, ISBN 978-84-330-2227-1
- "Alegres con esperanza. Textos de San Pablo meditados por San Josemaría", Rialp, Madrid 2009, ISBN 978-84-321-37297
- Jean Daniélou - André Chouraqui, "Diálogo sobre los judíos". Introducción, traducción y notas por Francisco Varo, Eunsa (Colección Cátedra Félix Huarte de Estética y Arte Contemporáneo), Pamplona 2013, ISBN 978-94-313-2936-5[8]
- "La Biblia para hípsters. Las claves para entender el mayor bestseller de todos los tiempos", Planeta, Barcelona 2015, ISBN 978-84-08-14752-7[9][10][11][12]
- "Pentateuco y libros históricos", Eunsa (Colección Manuales ISCR), Pamplona 2016, ISBN 978-84-313-3131-3
- "Moisés y Elías hablan con Jesús: Pentateuco y libros históricos: de su composición a su recepción en el Nuevo Testamento", Estella (Navarra) 2016, ISBN 978-84-9073-260-1
- "Génesis", BAC, Madrid 2016,  ISBN 978-84-220-1938-1
- González Echegaray, Joaquín; Varo Pineda, Francisco; Carbajosa Pérez, Ignacio (2013). La Biblia en su entorno. Verbo Divino. ISBN 978-84-9945-628-7.[13][14]